# Oh Yoko!
"Oh Yoko!" es una canción de 1971, escrita e interpretada por John Lennon. Originalmente apareció en su segundo álbum de estudio en solitario, Imagine. En 2005 fue incluida en la recopilación póstuma de grandes éxitos Working Class Hero: The Definitive Lennon.
La canción fue escrita para su esposa Yoko Ono, y cuenta con Nicky Hopkins al piano y como coproductor Phil Spector en la armonía vocal. Lennon toca la armónica por primera vez en una grabación en solitario (anteriormente lo hizo con The Beatles con la canción "Rocky Raccoon" en 1968), siendo también la última vez que él utilizó dicho instrumento.

## En la cultura popular
La canción fue incluida en la película de 1998 Rushmore, protagonizada por Bill Murray y Jason Schwartzman.

## Personal
- John Lennon: guitarra solista eléctrica, voz principal, armónica.
- Nicky Hopkins: piano
- Klaus Voormann: bajo
- Alan White: batería
- Phil Spector: armonía vocal
- Rod Linton: Guitarra acústica
- Andy Davis: guitarra acústica
- The Flux Fiddlers: cuerdas orquestales (no en la versión del álbum).